# جامع نور الدين البريفكاني
جامع وتكية الشيخ نور الدين البريفكاني هو من تكايا ومساجد العراق التاريخية الأثرية، الواقعة في قرية بريفكان في محافظة دهوك، وشيد المبنى عام 1030هـ/1620م في عهد الدولة العثمانية، من قبل الشيخ شمس الدين الاخلاطي، وجرى هدمهُ عام 1962م ثم هدم بالكامل عام 1988م، وأعيد بناؤهُ في عام 1997م بشكلهِ الحالي وببناء معماري فخم ويحتوي المبنى على منارة مئذنة عالية، وفيهِ مصلى حرم واسع يتسع لأكثر من ألف مصل، وفيهِ منبر ومكتبة، وتقام فيهِ الصلوات الخمس وصلاة الجمعة وجميع المناسبات الدينية، وتحتوي مكتبتهُ على مخطوطات إسلامية قديمة نادرة ولقد نقلت بعضها إلى دار المخطوطات في بغداد.
نور الدين البريفكاني هو الأخ الأصغر من أولاد أبيه الشيخ عبد الجبار وأخ لاثنين وهم : 1ـ السيد عبد الله : هو أكبر اخوته ولد سنة (1200هـ ) وتوفى (1267 هـ) .
2ـ السيد محمد امين : مولود سنة (1202 هـ .(
3ـ السيد نور الدين الاصغر سنا الاكبر مقاماً ..
ولد سنة (1205 هـ ) في بريفكان وتوفى سنة (1268 هـ ) ودفن فيها .
نسبه: هو السيد نور الدين بن الشيخ عبد الجبار بن السيد نوري بن ابي بكر بن زين العابدين بن شمس الدين الخلوتي بن السيد عبد الكريم بن موسى بن سليمان بن عبد الغني بن اسحاق بن السيد بابا منصور بن السيد حسين الاخلاطي بن ابي الحسن علي بن السيد الحاج نظام الدين بن احمد الاخلاطي بن زين العابدين الهمداني المشهور بزورداني الملقب بالموحد الخراساني بن صالح الهمداني بن يوسف بن ايوب الهمداني بن محمد يوسف صدر الدين بن حسين جلال الدين بن زين العابدين بن علي ابي المؤيد الشهير بالواهراه بن السيد جعفر ابي الحرث بن محمد بن محمود بن احمد بن السيد عبد الله المنتخب بن علي الهادي المختار بن الامام موسى الكاظم بن جعفر الصادق بن الامام محمد الباقر بن الامام زين العابدين بن الامام الحسين الشهيد بكربلاء بن فاطمة الزهراء بنت النبي محمد (صلى الله عليه وسلم).
صفاته: من صفاته الخلقية: كان متوسط القامة يميل الى الطول حنطي اللون مدور الوجه رفيع القد اسود اللحية ليست بطويلة ولا قصيرة كانت ضحكته ابتسامة ذو صوت ناعم شجي سريع الجواب دون تلكؤ في الليل مجهول المكان أغلب لياليه في الكهوف يذكر الله لما هو يعلم تراه في الفجر مع الاذان في المحراب اثناء النهار يجلس للتدريس لانواع العلوم حتى الظهر يجلس مع الضيوف على الطعام ولو لم ياكل كرامة للضيوف بعد ذلك يعظ الناس ويرشد وياخذ العهد ويجيب على الاسئلة كان يتقن العربية والتركية والفارسية والكردية. وكان ينظم الشعر بهذه اللغات.
شهرته: لقد بلغت شهرته الآفاق .. حتى ان مقبرته في بريفكان قد دفن بها الكثير من العلماء والصالحين والغرباء من شتى الاماكن والبلدان الاسلامية.